# Тарасов, Михаил Петрович
Тарасов, Михаил Петрович (1899 год, деревня Каменка Черкизовской волости Московской губернии — 1970 год) — советский государственный и партийный деятель.

## Биография
«Пошёл по стопам отца», с 12 лет, начал трудовую деятельность на Николаевской железной дороге, в 1911 году. Проходил добровольцем военную службу РККА, с 1918 года. Член партии с 1924 года.
В 1925—1944 на профсоюзной и партийной работе. С начала Великой Отечественной войны руководил работами по эвакуации населения и предприятий УССР в тыл Союза. В 1944—1950 член президиума и секретарь ВЦСПС. Одновременно с 1945 член Генерального совета и исполкома Всемирной федерации профсоюзов.
С июня 1947 по март 1951 года — Председатель Верховного Совета РСФСР.

«Крымская область, как известно, занимает весь Крымский полуостров и территориально примыкает к Украинской республике, являясь как бы естественным продолжением южных степей Украины. Экономика Крымской области тесно связана с экономикой Украинской ССР. По географическим и экономическим соображениям передача Крымской области в состав братской Украинской республики является целесообразной и отвечает общим интересам Советского государства. Украинский народ издавна связал свою судьбу с русским народом. В течение многих веков они совместно боролись против общих врагов — царизма, крепостников и капиталистов, а также против иноземных захватчиков. С победой Великой Октябрьской Социалистической революции ещё более упрочилась многовековая дружба украинского и русского народа, ещё более окрепла хозяйственная и культурная связь между Крымом и Украиной»— Во вступительном слове.
С июля 1950 по апрель 1959 года — Председатель Президиума Верховного Совета РСФСР, заместитель Председателя Президиума Верховного Совета СССР.
В 1959—1970 годах — советник при Совете Министров РСФСР.
В 1952—1956 — член Центральной Ревизионной Комиссии. В 1956—1961 — кандидат в члены ЦК КПСС.
В 1950—1962 — депутат Верховного Совета СССР.

## Труды
- Забота Партии и Правительства о подъёме материального благосостояния и культурного уровня трудящихся [Текст] / М. Тарасов. — Москва: изд. и 1-я тип. Профиздата, 1950, типография «Красный пролетарий».